# うるわしの宵の月
『うるわしの宵の月』（うるわしのよいのつき）は、やまもり三香による日本の漫画作品。『デザート』（講談社）にて、2020年9月号より連載中。作者のやまもりが『デザート』で執筆するのは、本作が初である。『青い鳥文庫』（同社）にて2021年11月10日から小説化されている。
メディアミックスとして、2026年1月よりテレビアニメが放送予定。

## 舞台
作中に登場する高校は履正社、カレー屋は下北沢の店「NASU OYAJI CURRY」を舞台としている。市村の家は星野リゾート 界 遠州がモデルである。第6話で登場する和菓子屋は神楽坂梅花亭で、遊園地は花やしき。

## あらすじ
滝口宵は女であるが、女子から「王子」と呼ばれ慕われている。宵自身も姫よりヒーローや王子の方がしっくりくると自覚をしていたが、それを望んでいるわけではなかった。ある日宵は市村にぶつかり、男と勘違いをされ、失礼だと思っていた。宵がコンビニで買い物中に酔っぱらいに絡まれた店員を助けていると、市村が加勢に入った。それがきっかけで市村と話し、お姫様だっこをされた宵は、はじめて女の子扱いをされて動揺するのであった。市村から「気になっている」と言われ、それ以降宵は彼のことばかり考えていた。宵の忘れ物をカレー屋まで届けに来たり、熱を出した宵に付き添いをした市村と接するうちに毒された宵は、ためしに付き合うかという彼の提案を了承する。しかし何も進展がなければ付き合う意味がないと市村に指摘された宵は考え直すも、見定めるために自分からデートに誘う。友人たちとの会話により、「本気の恋」について考えた市村も行動を起こす。

## 登場人物
声の項は特記のない場合、テレビアニメ版の声優。
滝口 宵（）
声 - 一宮麗
主人公。高校1年生。あだ名は「王子」。家がカレー屋で、そこでアルバイトをしている。過去のあだ名は「カレーの王子様」。空手の経験がある。甘党。
市村 琥珀（）
声 - 鈴木崚汰 / 江口拓也（「イケメンボイスフェア2022」）
宵と同じ学校の先輩。「もう一人の王子」と呼ばれ、生徒の間で有名人。祖父が社長をしており、家が金持ちだから「王子」と呼ばれていることに、市村本人は呆れている。つぶあんとこしあんの違いがわからない。
利根 のばら（）
宵の中学時代からの友達。
日比谷 寿（）
宵の中学時代からの友達。

## 制作背景

### 作品について
当初やまもりは、「男の子がたくさん出てくるお話」を構想していたが、うまくまとめることができなかった。担当編集者から「本当に描きたい話」を描くよう提案されると、「男の子っぽい女の子」を思いついたという。最終回は構想済みであるが、途中の展開については、キャラクターを動かしながら考えて執筆している。

### キャラクターについて
やまもりの場合、サバサバとした性格の人物は恋愛に発展しにくくなってしまうため、読者から「共感を得られて」、恋愛する展開に話を進められるよう、宵の内面は「女の子らしく」制作されている。宵は「あまり感情を出さない」ため、「ときどき出る女の子らしい表情」を、やまもりは大切に描くようにしている。
やまもりによると、市村については「気持ち悪いのちょい手前」くらいの人を描きたくて、ギリギリのラインを攻めている」という。市村の「精神年齢は30歳くらい」がイメージされている。市村はやまもりが「得意なタイプ」ではないキャラクターで、「この人、嫌だな」と考えて描かれているが、「カッコいい人とカッコいい人が付き合ってるのっていい」というモチベーションで執筆している。

## 評価

### 他者からの評価
ライターの花森リドによると、本作は「とびきり美しい者同士が恋をする少女マンガ」で、「ひとつひとつの過程にものすごいエネルギーが込められた作品」であるという。「ともに「王子」と呼ばれる者同士が他の誰にも見せたことのない表情を見せてゆく過程がたまらない」と語っている。
UNISON SQUARE GARDENの田淵智也は、やまもりの作品について「人間関係に魅力がある」と感じており、本作について「なんとなくゴールが見えているキャラクター配置だからこそ、この先どうストーリーが転がっていくのか楽しみ」だと語っている。

### マスメディアからの評価
2021年、『このマンガがすごい！2022』オンナ編で4位にランクイン、第12回「ananマンガ大賞」で準大賞を受賞。
2022年、BookLiveが主催する「マガデミー賞2021」の主演女優賞に本作の登場人物の宵がノミネートされている。同年4月、第46回「講談社漫画賞」少女部門の最終候補に選出。同年12月、「全国書店員が選んだおすすめ少女コミック2022」（日本出版販売）において1位に入賞。同年12月、『このマンガがすごい！2023』オンナ編（宝島社）において11位に入賞、第13回「ananマンガ大賞」で準大賞を受賞。
2023年、イーブックイニシアティブジャパンが主催する「ebookjapanマンガ大賞2023」で大賞に選出。同年4月、「第47回講談社漫画賞」にて最終候補作品に選出。

### 商業的評価
週間単行本売り上げランキングTSUTAYA調べで、第1巻を除く単行本がランキング入りを果たしており、第2巻が2021年5月10日から5月16日までで第1位を獲得、第3巻が同年11月15日から11月21日までで第9位を獲得。2024年10月時点で累計部数は440万部を突破している。

## 書誌情報

### 漫画
- やまもり三香 『うるわしの宵の月』 講談社 〈KCデザート〉、既刊9巻（2025年5月13日現在）
  1. 2020年12月11日発売[35][36]、ISBN 978-4-06-521777-1
  2. 2021年5月13日発売[37]、ISBN 978-4-06-523279-8
  3. 2021年11月12日発売[38]、ISBN 978-4-06-525680-0
  4. 2022年5月13日発売[39]、ISBN 978-4-06-527871-0
  5. 2022年11月11日発売[40]、ISBN 978-4-06-529819-0
  6. 2023年5月12日発売[41]、ISBN 978-4-06-531634-4
  7. 2023年10月13日発売[42]、ISBN 978-4-06-533352-5
  8. 2024年8月9日発売[43]、ISBN 978-4-06-536619-6
  9. 2025年5月13日発売[44]、ISBN 978-4-06-539498-4

### 小説
- 原作・絵：やまもり三香、著者：もえぎ桃 『うるわしの宵の月』 講談社 〈青い鳥文庫〉、既刊2巻（2022年11月9日現在）
  1. 2021年11月10日発売[5]、ISBN 978-4-06-525031-0
  2. 2022年11月9日発売[45]、ISBN 978-4-06-529689-9

## テレビアニメ
2026年1月よりTBS系列にて放送予定。

### スタッフ
- 原作 - やまもり三香[6]
- 監督 - 丸山裕介[6]
- シリーズ構成 - 久尾歩[6]
- キャラクターデザイン - 福田裕樹[6]
- 音楽 - 伊藤翼[6]
- アニメーション制作 - イーストフィッシュスタジオ[6]

### 放送局
| 放送期間    | 放送時間 | 放送局                  | 対象地域 | 備考 |
| ----------- | -------- | ----------------------- | -------- | ---- |
| 2026年1月 - | 未発表   | TBSテレビほか系列全28局 | 日本国内 |      |